# Port lotniczy Club Makokola
Port lotniczy Club Makokola – port lotniczy obsługujący Club Makokola, hotel w Malawi.